# Обстрел Украины 17 июня 2025 года

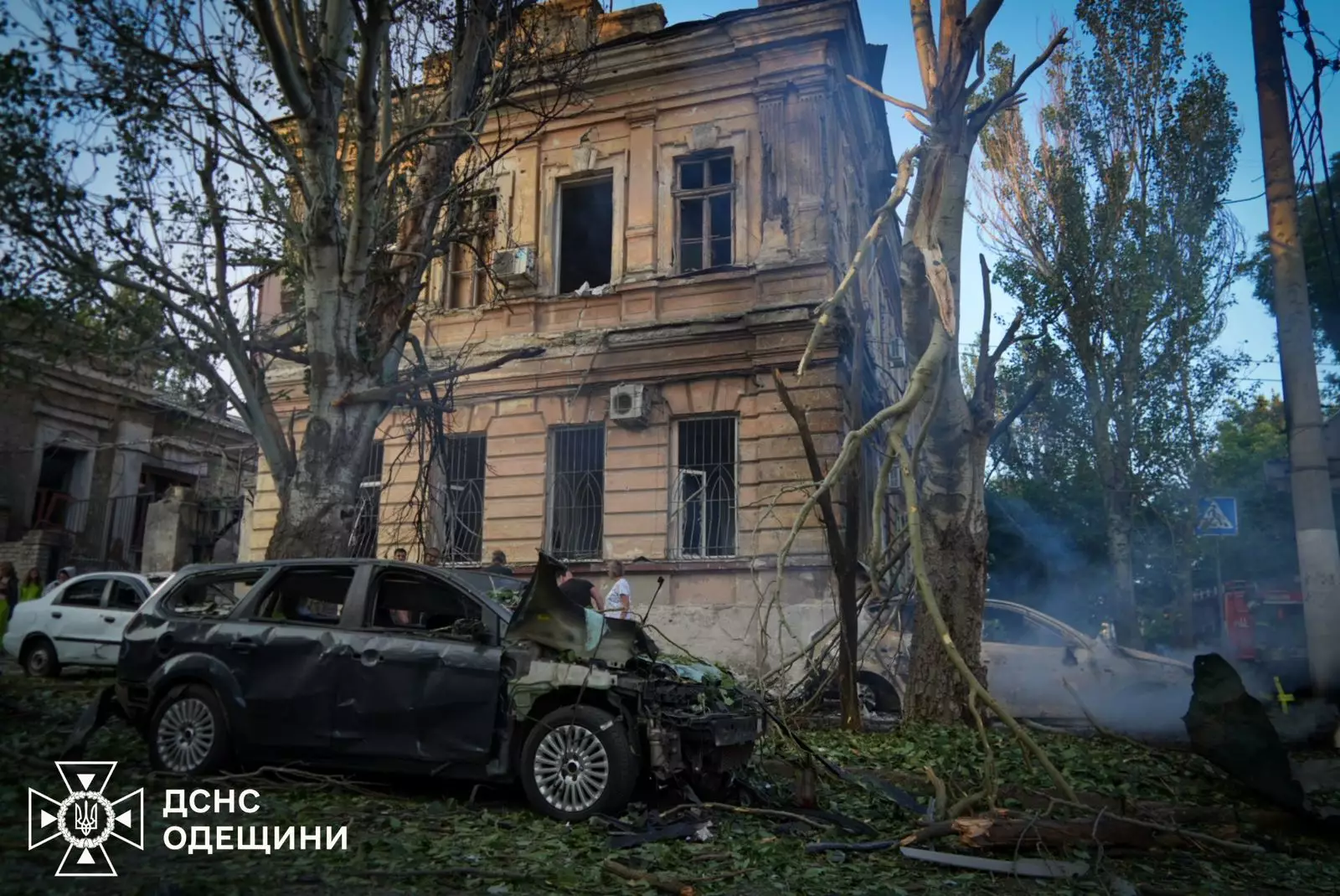
Разрушения в Одессе

17 июня 2025 года в ходе вторжения в Украину Россия нанесла массированный удар беспилотниками и ракетами по Киеву и Одессе. В результате удара в Киеве подтверждена гибель 28 человек и ранение более 130; полностью обрушился подъезд девятиэтажного жилого здания. В Одессе удар был нанесён по исторической части города, погибли 2 человека и пострадали 26.

## Обстоятельства
По словам президента Украины Владимира Зеленского, в ночь на 17 июня Россия атаковала Украину «более 440 дронами и 32 ракетами».
Удары по Киеву начались в ночь с 16 на 17 июня, а воздушная тревога длилась около 9 часов до шести часов утра. По данным городской военной администрации, Киев атаковали с применением 175 дронов, более 14 крылатых и «по меньшей мере двух баллистических» ракет. Мэр Киева Виталий Кличко продемонстрировал кассетные боеприпасы, которые, как сообщается, содержались в одной из ракет. Ещё одна ракета попала в девятиэтажный дом, уничтожив подъезд. Всего пожарные и спасатели работали в 27 местах города. 
В Одессе удары беспилотниками наносились с 04:30 по 05:00 утра. Мэр Одессы Геннадий Труханов сообщил, что удар был нанесён по жилому кварталу в исторической части города.
Кроме того, по данным местных властей, 4 удара было нанесено по Запорожью, где повреждены многоэтажное здание, общежитие и гаражи.

## Жертвы
Из-под обломков разрушенного жилого здания в Соломенском районе Киева извлекли 21 тело. Всего, по данным на 18 июня, в Киеве погибли 28 человек и пострадали 134. В Одессе под обломками нашли два тела; ещё 26 человек пострадали.

## Последствия
18 июня в Киеве и Киевской области было объявлено днём траура.